# Rieu Tort (Tarn)
Der Rieu Tort ist ein kleiner Fluss im Süden von Frankreich, der in den Départements Haute-Garonne und Tarn-et-Garonne der Region Okzitanien südlich der Stadt Montauban verläuft.

## Geografie

### Verlauf
Der Rieu Tort entspringt unter dem Namen Ruisseau de Julienne im westlichen Gemeindegebiet von Fronton, entwässert nach einem anfänglichen Bogen über Nordwest generell Richtung Nordnordost und mündet nach rund 15 Kilometern im Gemeindegebiet von Labastide-Saint-Pierre als linker Nebenfluss in den Tarn. In seinem Mittelabschnitt quert die Rieu Tort die Autobahn A62.

### Orte am Fluss
(Reihenfolge in Fließrichtung)
- Moureaux, Gemeinde Fronton
- Canals
- Bouissel, Gemeinde Dieupentale
- Campsas
- Labastide-Saint-Pierre